# Салихов, Шавкат Исмаилович
Шавкат Исмаилович Салихов — советский и узбекский учёный в области биоорганической химии, академик Академии наук Узбекистана (1995).

## Биография
Родился 12 декабря 1944 г. в Ташкенте.
Окончил Ташкентский государственный университет (1967).
Работал в Институте биоорганической химии АН Узбекистана: научный сотрудник, заведующий лабораторией (1981), директор (1993—2006).
С марта 2006 по январь 2017 г. президент Академии наук Республики Узбекистан. В настоящее время директор Института биоорганической химии АН РУз.
Сенатор Олий Мажлиса Республики Узбекистан (с 2006).
Академик Академии наук Узбекистана (1995), доктор биологических наук (1984), профессор (1989).
Автор более 350 научных трудов, в том числе 2 монографий, 56 изобретений, получил более 40 патентов.
Подготовил 7 докторов и 25 кандидатов наук.
Член международного редакционного совета журнала «Биоорганическая химия» (Russian Journal of Bioorganic Chemistry).

## Награды и звания
- Заслуженный деятель науки Республики Узбекистан (1998)
- Орден «Эл-юрт Хурмати» (2008)
- Орден «Мехнат шухрати» (2014)
- Премия «Международное сотрудничество в области науки и технологий-2017» (КНР)[1]